# 赤水角蟾
赤水角蟾（学名：Boulenophrys chishuiensis），一种于中华人民共和国贵州省赤水市贵州赤水桫椤国家级自然保护区内发现的两栖动物，隶属于角蟾科布角蟾属。

## 形态特征
赤水角蟾体型中等，雄蟾体长43.4～44.1毫米，雌蟾体长44.8～49.8毫米。身体背面皮肤较粗糙，体侧散布较大的疣粒，四肢及身体背部散布小疣粒；体背呈棕色，有“X”形和“V”形肤棱；眶间具三角形肤棱；身体腹面为紫灰色，腹部和四肢腹面具有白色斑点。

## 保护
本种于2023年被收录入《有重要生态、科学、社会价值的陆生野生动物名录》。